# 스텔리오스 키리아키데스 스타디움
스텔리오스 키리아키데스 스타디움(그리스어: Στάδιο Στέλιος Κυριακίδης)은 키프로스 파포스에 위치한 종합경기장으로 수용 인원은 9,394명이다.
1985년에 개장하였으며, 2003년에 재건축을 실시하였다. 경기장 내에는 축구와 럭비를 할 수 있는 필드가 있으며, 필드 밖에는 국제규격의 육상트랙이 구비되어있다. 2017년 5월 25일까지 '파피아코 스타디움(그리스어: Παφιακό Στάδιο)'이라는 명칭을 사용하였으나, 키프로스 체육 연맹이 보스턴 마라톤의 금메달리스트로 유명한 마라톤선수 스텔리오스 키리아키데스의 이름을 본따서 '스텔리오스 키리아키데스 스타디움'으로 경기장 이름을 바꾸었다.
2007년부터 키프로스 럭비 국가대표팀의 홈구장으로 사용되며, 총 3경기가 열렸으며 3경기 모두 키프로스가 승리를 가져왔다.